# Робертс Зіле
Робертс Зіле (народився 20 червня 1958) — латвійський економіст і політик, віцепрезидент Європейського парламенту від Національного альянсу, національно-консервативної політичної партії вільного ринку в Латвії. У сьомий термін Європарламенту працює в групі Європейських консерваторів і реформістів; він є членом виконавчої групи Європейських консерваторів і реформістів і членом Бюро групи. Раніше він був віцепрезидент нині неіснуючої групи «Союз за Європу націй». Спікер Форуму Вільних Народів Постросії.

## Основна інформація
Зіле народився в Ризі 20 червня 1958 року і здобув першу освіту в Ризькій 25-й середній школі. Після закінчення школи в 1976 році Зіле продовжив навчання в Латвійському університеті на економічному факультеті, завершившись ступенем бакалавра економіки в 1981 році. У 1983 році Зіле почала заочне навчання в Латвійському інституті сільського господарства та економіки сільського господарства. У період між 1992 і 1994 роками Зіле стажувався в Університеті штату Айова в США, в Університеті Брендона в Канаді та в Університеті Ла Троуб в Австралії. Зрештою, у 1997 році Зіле здобув ступінь доктора економіки в Латвійському університеті сільського господарства.

## Рання кар'єра
Зіле розпочав свою кар'єру в 1980 році як редактор видавництва «Avots». З 1982 по 1986 рік Зіле був науковим співробітником, пізніше призначеним керівником відділу в Латвійському державному інституті аграрної економіки. З 1989 по 1993 рік Зіле був редактором економічного відділу газети Конгресу громадян Латвійської Республіки «Громадянин» («Pilsonis») і газети LNNK «Національна незалежність» («Nacionālā Neatkarība»).

## Політична кар'єра в Латвії
Зіле розпочав свою політичну кар'єру в 1990 році, коли став членом виконавчого органу Конгресу громадян Латвії, Комітету Латвії.
У 1994 році Зіле балотувався на виборах до Ризької міської ради від партії «За Батьківщину і свободу». Після того, як був депутатом Ризької міської ради, він став помічником Ілмарса Даліньша, депутата 5-го Сейму (парламенту Латвії). У 1995 році Зіле сам був обраний до 6-го Сейму за списком «За Батьківщину і Волю». Працював там як член комітету з європейських справ та комітету з питань бюджету та фінансів. Згодом Зіле став головою комітету з питань бюджету та фінансів.
У лютому 1997 року Зіле став міністром фінансів Латвії при прем'єр-міністрі Андрісі Шкеле. Посада була продовжена з липня 1997 року до листопада 1998 року в уряді Гунтарса Краста. У жовтні 1998 року Зіле був обраний до 7-го Сейму за списком нещодавно заснованого політичного Союзу «За Батьківщину і Волю»/LNNK (TB/LNNK). У 7-му Сеймі Зіле продовжив роботу в комітеті з європейських справ і комітеті з питань бюджету та фінансів. Зіле також обіймав посаду міністра особливих справ з питань співпраці з міжнародними фінансовими установами в уряді Віліса Кріштопанса з листопада 1998 по липень 1999 в уряді Андріса Шкеле з липня 1999 по травень 2000 і в уряд Андріса Берзіньша з травня 2000 по липень 2002 У січні 2000 року Зіле залишив своє місце в Сеймі через новий закон, який забороняв одночасне обіймання посад міністра та члена Сейму.
У 2002 році Зіле був обраний до 8-го Сейму за списком ТБ/ЛННК. У листопаді 2002 року Зіле подав у відставку з парламенту, оскільки його затвердили на посаді міністра транспорту в уряді Ейнара Репше. Зіле обіймав цю посаду до березня 2004 року.
У липні 2006 року TB/LNNK висунув Зіле кандидатом на посаду прем'єр-міністра. У грудні 2006 р. обраний головою ТБ/ЛННК. У липні 2011 року після створення нового об'єднання політичних партій Національний альянс «Все для Латвії!» — «За Батьківщину і Волю/LNNK» Зіле став співголовою асоціації з боку TB/LNNK. У серпні 2011 року він залишив посаду співголови, заявивши, що хоче зосередити свою увагу на подіях в Європарламенті та вважає, що лідери Національного альянсу повинні базуватися в Латвії.

## Політична кар'єра в Європарламенті
На шостий термін Європейського парламенту Зіле балотувався на виборах до Європейського парламенту 2004 року як представник TB/LNNK. У результаті він був обраний у червні 2004 року і став членом Європейського парламенту (ЄП). Будучи депутатом Європарламенту, Зіле приєднався до національно-консервативної політичної групи «Союз за Європу націй», де він обіймав посаду віцепрезидента. Зіле працював у Комітеті з транспорту та туризму, Комітеті з питань промисловості, досліджень та енергетики, а також у Делегації зі зв'язків з Австралією.
На виборах до Європейського парламенту 2009 року Зіле був головним кандидатом від партії «За Батьківщину та Свободу»/LNNK. Він був обраний і став депутатом Європарламенту в червні 2009 року. У зв'язку з виходом кількох партій група «Союз за Європу Націй» була припинена. Після цього Зіле приєднався до ініційованої Британською консервативною партією Європейської групи консерваторів і реформістів (ECR), до найбільших членів якої входять Британська консервативна партія, Чеська громадянська демократична партія та польська партія «Право і справедливість». Він є членом виконавчої групи Європейських консерваторів і реформістів. Наразі Зіле працював у Комітеті Європейського парламенту з транспорту та туризму, Делегації зі зв'язків з Китайською Народною Республікою та, як замінник, у Комітеті з економічних та монетарних питань. Він також брав активну участь у створеному в 2009 році тимчасовому спеціальному комітеті з фінансово-економічної кризи
Створення ECR привело TB/LNNK і Zīle в центр уваги політичних ЗМІ у Британії. Ліві британські політики, включаючи міністра закордонних справ і у справах Співдружності Девіда Мілібенда та Деніса МакШейна, критикували діяльність і погляди Зіле та його партії. Мілібенд написав про TB/LNNK, що «його члени відвідують пам'ятні заходи за Waffen-SS». У відповідь тіньовий міністр закордонних справ Вільям Хейг вимагав від Мілібенда вибачень перед TB/LNNK та латвійським урядом, описуючи його зауваження як переробку «фальшивої радянської пропаганди» та зазначивши, що «більшість партій, які формують нинішній уряд Латвії, включаючи партію прем'єр-міністра, були присутні на вшануванні пам'яті латишів, які воювали у Другій світовій війні». Сам Зіле написав відповідь у лівій газеті Guardian: «Я пишаюся новою групою європейських консерваторів і реформістів, яку ми сформували в Європейському парламенті. Її основи міцні, і чим більше жовчі та бруду, що кидає ліва преса та внутрішніх опонентів, тим більш об'єднаними та рішучими ми стали».

## Академічна діяльність
Протягом своєї кар'єри Зіле представляв Латвію в різноманітних міжнародних наукових проєктах, у тому числі в програмах, розроблених FAO, OECD та програмою ACE Європейської Комісії. Він опублікував статті та дослідницькі роботи з питань прав власності та аграрної політики в Сполучених Штатах Америки, Австралії, Норвегії, Фінляндії, Угорщини, Словаччини та Німеччини.

## Політична та громадська діяльність
Свою політичну діяльність Зіле розпочав як член Асоціації 18 листопада, Конгресу громадян Латвії та Союзу «За Батьківщину та Свободу». Одночасно він був активним членом Народного фронту Латвії. Він є одним із засновників Асоціації економістів 2010, яка була заснована в 1994 році. Асоціація створена з метою стимулювання економічного зростання національної економіки та інформування населення з питань економіки. Асоціація широко відома завдяки зв'язку з Spīdola Award. На цей час Зіле є членом правління асоціації.
Зіле був членом правління «Фундації розвитку громадських ідей — Думай!» («Дома!») з 2012 року. Метою фонду є пропонувати та впроваджувати нові ідеї для політичного, економічного та соціального життя в Латвії та ЄС, засновані на національно консервативних цінностях. Зіле керував або частково керував трьома конференціями, організованими фондом: про безробіття та якість життя латвійської молоді в травні 2012 року, про консервативні цінності в сучасному світі в жовтні 2012 року та про рушії енергетичного сектора в Балтії.
Зіле брав участь у численних публічних гостьових лекціях в університетах Латвії на теми, пов'язані з економікою та політикою Європейського Союзу, а також у різноманітних конференціях з макроекономічних та енергетичних питань у Європейському парламенті.
Перед виборами в 9-й Сейм Зіле розробив широку програму економічних реформ (іноді її називають програмою Зіле), спрямовану на запобігання загрозливій кризі нерухомості та створення соціально справедливої податкової системи в Латвії, яка була б орієнтована на продуктивні інвестиції.
У Європейському парламенті поточний порядок денний Zīle зосереджений на питаннях, пов'язаних з транспортною політикою ЄС, особливо на залізничному проєкті «Rail Baltica»; подолання економічної кризи; економічне управління ЄС та вирішення банківських питань; енергетики, особливо забезпечення енергетичної незалежності країн Балтії від Росії.
У внутрішніх справах Латвії Zīle продовжує діяльність, спрямовану на забезпечення довгострокової макроекономічної стабільності та перегляд податкової системи. Його мета — запобігти створенню нової банківської бульбашки та бульбашки нерухомості, заснованої на діяльності нерезидентів, а також зменшити податковий тягар на працю, особливо сімей з низькими доходами та сімей з дітьми. Він також виступає за підвищення податку на приріст капіталу та доходи від спекулятивної діяльності з нерухомістю, а також закликає до державної допомоги для придбання місця проживання для нових сімей.